# Ernst Schäfer
Ernst Schäfer (Colonia, 14 marzo 1910 – Bad Bevensen, 21 luglio 1992) è stato un ornitologo e zoologo tedesco.
Ha effettuato, assieme a Brooke Dolan II, due spedizioni scientifiche in Cina e Tibet. Deve la sua fama alla spedizione del 1938-1939, (in tedesco Deutsche-Tibet Expedition Ernst Schäfer che fu anche scelto come sottotitolo per il suo libro del 1943, Geheimnis Tibet).
Dopo aver aderito alle SS (nell'estate del 1933 secondo Peter Levenda, nel 1934 secondo Isrun Engelhardt), raggiunse prima il rango di Untersturmführer nel 1936, di Obersturmführer nel 1937, di Hauptsturmführer nel 1938 e di Sturmbannführer nel 1942.
Secondo l'intelligence militare degli Stati Uniti operante in Europa, Schäfer ha lavorato per l'Ahnenerbe di Heinrich Himmler anche se secondo Isrun Engelhardt, la spedizione del 1938/1939 non fu sovvenzionata da quest'ultima.
Secondo Sir Basil Gould, ambasciatore della Gran Bretagna nel Sikkim nel 1938, Ernst Schäfer è stato "prima di ogni cosa, un nazista nell'anima". Allo stesso modo, il diplomatico britannico Hugh Richardson, che era a Lhasa nel 1939, ricorda Schäfer come "un nazista in tutto e per tutto". Isrun Englehardt interpreta le dichiarazioni dei funzionari britannici nel contesto precedente alla seconda guerra mondiale. Englehardt menziona anche un incontro tra Ernst Schäfer e viceré dell'India, nel corso della quale quest'ultimo gli consegnò un messaggio all'attenzione di Adolf Hitler, che Schäfer non potrà mai consegnare a causa dell'opposizione furiosa di Himmler.
Secondo Alex McKay, Ernst Schäfer era uno scienziato serio ed, apparentemente, un nazista riluttante. Nel 1932 è stato eletto membro della National Academy of Sciences, una onorificenza che manterrà per tutta la vita.

## Biografia
Nato il 14 Marzo 1910 a Colonia, Ernst Schäfer era figlio di un industriale tedesco, direttore della società di pneumatici Phoenix. Quando i suoi genitori si trasferirono ad Amburgo, dove il padre diventò presidente della Camera di Commercio ed Industria, il ragazzo cominciò a trascurare la scuola in favore di escursioni nelle zone circostanti e così, fu mandato in collegio ad Heidelberg. Lì, all'età di 12 anni, scoprì la caccia grazie al direttore del collegio che lo portava con sé nelle sue spedizioni di venatorie.
Dopo aver conseguito la maturità a Mannheim nel 1929, Schäfer iniziò gli studi universitari in zoologia, geologia, botanica e geografia presso l'Università di Göttingen in Bassa Sassonia.

## La prima spedizione in Cina ed in Tibet (1931-1932)
Nel 1930, il naturalista americano Brooke Dolan II si recò in Germania con lo scopo di reclutare scienziati per una spedizione zoologica. Ernst Schäfer interrompe gli studi per unirsi, nel 1931, alla prima spedizione di Brooke Dolan in Cina occidentale e Tibet. Finanziata dall'Accademia di Storia Naturale di Philadelphia in Pennsylvania e condotta da Dolan stesso, la spedizione raggiunse il Tibet orientale, tra schermaglie con il governo nazionalista cinese, i signori della guerra e l'esercito tibetano.
Ernst Schäfer tornò in Germania nel 1932 per riprendere i suoi studi poiché sapeva che sarebbe finito in un vicolo cieco se non li avesse portati a termine.
Come riconoscimento ai suoi numerosi contributi scientifici, nel 1932, fu eletto membro a vita della National Academy of Sciences di Philadelphia.
Ad appena 23 anni pubblicò il suo primo libro, Berge, Buddha und Bären. Forschung und Jagd geheimnisvollem in Tibet, dove racconta della sua partecipazione a questa prima spedizione. Il libro gli valse una precoce reputazione.
Secondo Christopher Hale, Schäfer sarebbe tornato dalla prima spedizione non senza una dose di sfiducia dovuta alla propria esperienza vis a vis con il "lamaismo", asserendo che i tibetani, "un popolo potente, sano", "erano sotto il giogo della religione, che li priva di ogni possibilità di sviluppo".

## L'adesione al nazismo
Schäfer fu tra quegli opportunisti, soprannominati al tempo March Violets, che, nella primavera del 1933 quando Hitler aveva ormai preso il potere, divennero membri del partito nazista. Ottenne la tessera numero 4.690.995. Successivamente, nell'estate del 1933, si è unì alle SS.
Secondo Isrun Engelhardt fu nel 1934 che si arruolò nelle SS su consiglio del sindaco di Göttingen, amico di suo padre.

## Seconda spedizione in Cina e in Tibet (1934-1936)
Tra il 1934 e il 1936 partecipò alla seconda spedizione scientifica capitanata da Brooke Dolan II in Cina ed in Tibet orientale. Fece parte della spedizione anche un missionario americano di nome Marion Duncan. Schäfer incontrò nel mese di luglio 1934, il Panchen Lama, Thubten Chökyi Nyima, allora in esilio a Hangzhou in Cina.

## Ritorno negli Stati Uniti e dottorato di ricerca
Secondo Isrun Engelhardt, Ernst Schäfer tornò negli Stati Uniti con Dolan nel gennaio 1936. A Philadelphia ricevette un telegramma di congratulazioni da parte del governo tedesco che affermava inoltre che il suo ritorno in Germania sarebbe stato gradito. Poco dopo, una nuova missiva lo informa che grazie al successo della sua spedizione, è stato nominato sottotenente SS.
Tornato a casa, Schäfer pubblicò nel 1937 un resoconto delle sue esperienze nel libro Unbekanntes Tibet, in cui richiese l'invio di una spedizione scientifica tedesca in Tibet.
Inoltre, proseguì gli studi a Berlino, dove conseguì un dottorato in zoologia nel 1937.

## Incontro con Heinrich Himmler
Nel frattempo la sua crescente reputazione aveva attirato l'attenzione di Heinrich Himmler che lo aveva nominato in absentia Untersturmführer delle SS e nel giugno del 1936 gli ordinò di riferirgli riguardo alla sua spedizione sul "tetto del mondo". Himmler affermò, durante il loro incontro, di essere molto interessato a lavorare con Schäfer, e che avrebbe voluto aiutare i suoi progetti sponsorizzando la sua prossima spedizione attraverso l'Ahnenerbe Forschungs e Lehrgemeinschaft (la "Società del patrimonio ancestrale"), l'istituto di ricerche antropologiche ed archeologiche creato dallo stesso Himmler. I membri della spedizione avrebbe dovuto essere SS e Schäfer sarebbe stato responsabile dei preparativi e della selezione del team di scienziati, in accordo con Himmler.
Nel mese di agosto del 1936, Schäfer si recò in Inghilterra a lavorare al British Museum. Lì avrebbe studiato le collezioni di uccelli dell'Himalaya per confrontarle con la propria. Al suo ritorno in Germania nel mese di settembre, fu invitato da Himmler ad aderire all'Ahnenerbe, onore al quale Schäfer ha dichiarato di aver rifiutato.
Sempre nel 1936, fu ospite d'onore al Reichsparteitag (il Congresso a Norimberga), dove incontrò tutti gli alti funzionari nazisti.
Tra il novembre 1936 e il giugno 1937, scrisse un altro libro, Dach der Erde ("Il tetto del mondo"), e aiutò l'esploratore britannico Frank Wallace a organizzare la sezione asiatica del "Salone internazionale" di Berlino. Ebbe l'onore di visitare la mostra di Göring e Himmler nel novembre 1937. Lo stesso anno, ottenne il grado di Obersturmführer.

## Il matrimonio e la morte di sua moglie
All'età di 26 anni, sposò Hertha Volz, una ragazza alta e bionda, dopo che quest'ultima aveva ottenuto il certificato di arianità come era necessario per chiunque decidesse di sposare un SS. La donna fu uccisa accidentalmente l'8 novembre 1937 mentre stava partecipando ad una battuta di caccia assieme ad alcuni ufficiali delle SS e le loro mogli. Schäfer, autore involontario del colpo che uccise la moglie, come testimoniato da tutti i presenti, fu poi torturato dal senso di colpa.

## La spedizione tedesca in Tibet (1938-1939)

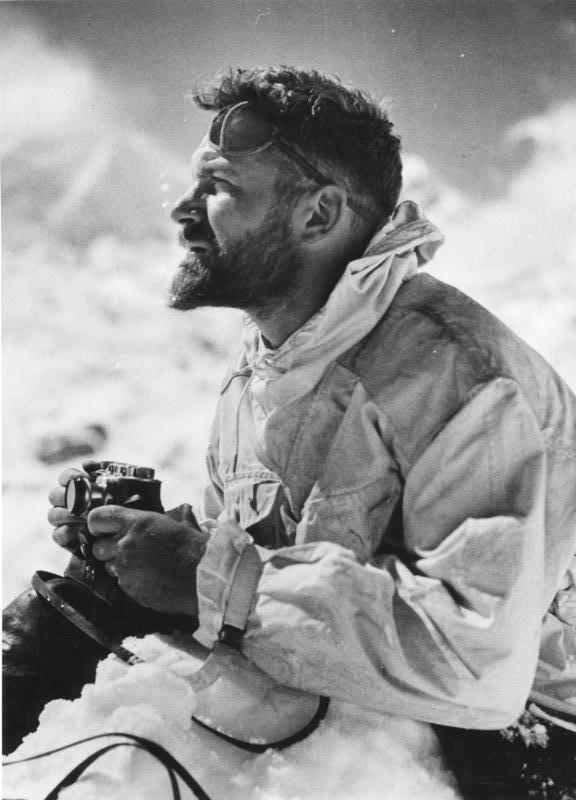
Schäfer, sul ghiacciaio Zemu, in Sikkim

### Origini
Il Reichsführer-SS Himmler voleva sfruttare la reputazione di Ernst Schäfer per fare propaganda al partito nazista e domandò a quest'ultimo dei suoi progetti futuri. Schäfer rispose che voleva condurre un'altra spedizione in Tibet e avrebbe desiderato che questa fosse patrocinata dall'Assessorato alla Cultura degli Affari Esteri o dalla Deutsche Forschungsgemeinschaft (la Comunità scientifica tedesca). Himmler era affascinato dal misticismo asiatico e auspicò che tale spedizione fosse condotta sotto l'egida dell'Ahnenerbe e che Schäfer sviluppasse una ricerca basata sulle teorie pseudo-scientifiche di Hanns Hörbiger della "cosmogonia di ghiaccio", promossa dall'Ahnenerbe. Schäfer avendo obiettivi puramente scientifici, si rifiutò di includere nel suo team Edmund Kiss, un seguace di tale teoria e formulò dodici richieste per garantire a se stesso la libertà scientifica nel corso della spedizione. Di conseguenza Wolfram Sievers, segretario generale dell'Ahnenerbe, criticò gli obiettivi del progetto, affinché quest'ultimo non fosse sovvenzionato. Himmler accettò di organizzare la spedizione a condizione che tutti i membri fossero SS. Schäfer dovette accettare.

### Preparazione
Nell'ambito del progetto di spedizione denominata "Spedizione SS in Tibet" - nome utilizzato da Schäfer e dai giornali tedeschi del tempo, o ancora "Spedizione tedesca in Tibet Ernst Schäfer" - che è anche il sottotitolo scelto da Schäfer nel suo libro del 1943, Geheimnis Tibet, Schäfer pubblicò articoli sulla rivista SS Das Schwarze Korps ("Il Corpo Nero") e altri periodici nazisti in modo da far conoscere gli obiettivi ed il ruolo della spedizione nel disegno nazionalsocialista di conquista del mondo.
La spedizione fu finanziata da contributi pubblici e privati, mentre le spese per il ritorno in aereo furono sostenute dalle SS.
I preparativi per la spedizione si dipanarono tra gennaio ed aprile del 1938.
La squadra era composta da cinque membri (oltre Schäfer, già promosso tenente), quattro luogotenenti delle SS: Edmund Geer, il capo spedizione e tecnico; Ernst Krause, entomologo, fotografo e film-maker della spedizione; Karl Wienert, geofisico e Bruno Beger, antropologo ed etnologo.

### La spedizione
Schäfer, che aveva deciso di raggiungere il "paese proibito" dall'India Britannica e dal Sikkim, andò a Londra per ottenere alcune lettere di raccomandazione da varie personalità favorevoli alla Germania.
Partita il 19 aprile 1938, la spedizione arrivò a Calcutta il 13 maggio. Schäfer ottenne il sostegno del Ministero degli Affari Esteri e del Viceré, ed il permesso di inoltrare la richiesta al governo di Lhasa per entrare in Tibet.
Nonostante la mancata risposta da parte del governo, Schäfer decise di attraversare, nel mese di ottobre del 1938, il confine tra Nord Sikkim e Tibet. Le autorità tibetane accordarono infine il permesso alla spedizione di entrare a Lhasa per partecipare alle celebrazioni del Capodanno.

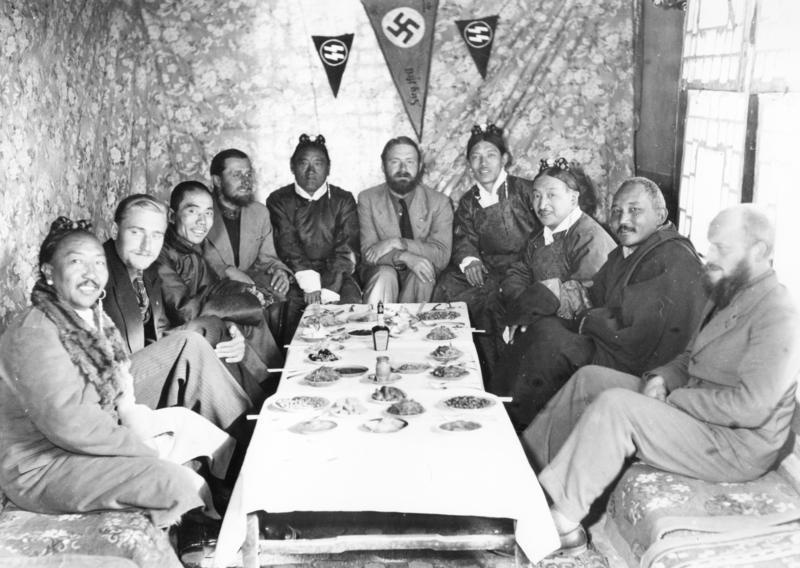
Sotto il simbolo delle SS e la svastica, i membri della spedizione ricevono i dignitari tibetani e cinesi, a Lhasa; a sinistra: Ringang, Beger, Tschang (ambasciatore cinese in Tibet), Geer; al centro: Tsarong Dzasa, Schäfer; a destra: Jigmé Taring, Yabshi Langdün, Wienert, Möndro.

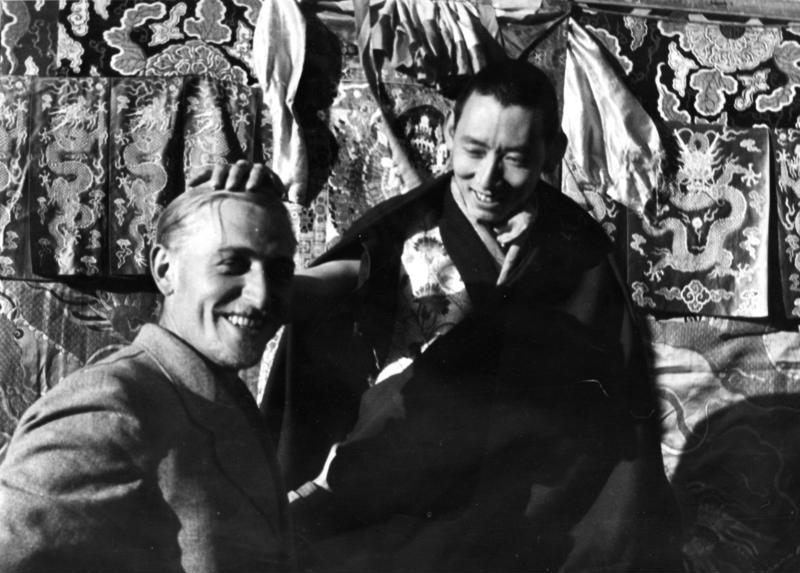
L'antropologo Bruno Beger ed il reggente del Tibet, Reting Rinpoché, a Lhasa.

La spedizione giunse a Lhasa il 19 gennaio 1939 e vi rimase due mesi, durante la quale i suoi membri stabilirono un buon rapporto con i funzionari tibetani. Schäfer incontrò il reggente Reting Rinpoche.

### Scopi ufficiali

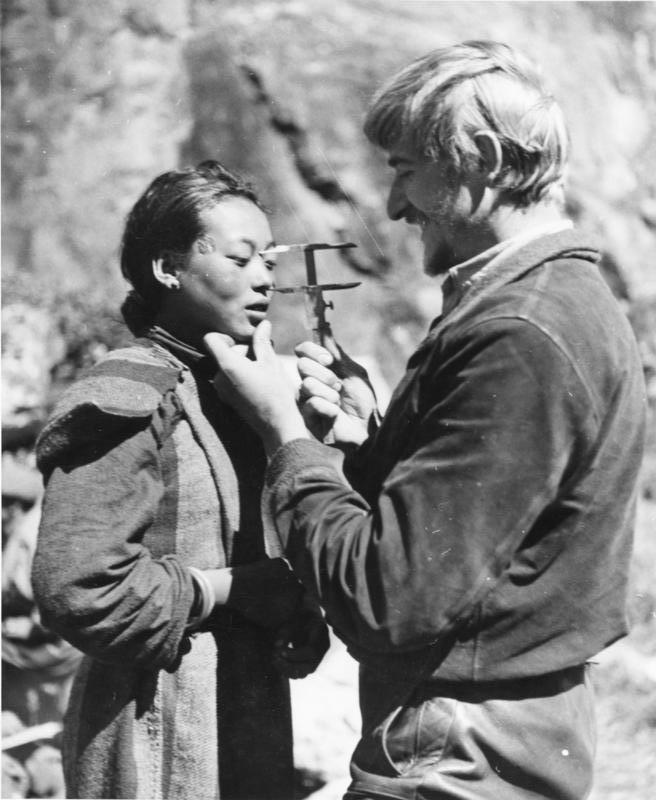
Beger mentre prende alcune rilevazioni antropometriche.

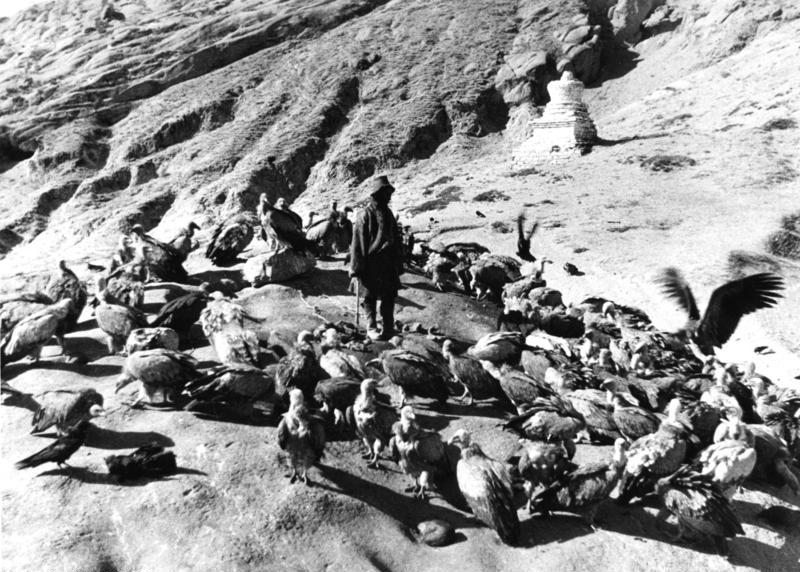
Sepolture celesti a Lhasa.

Secondo Claudio Mutti, lo scopo ufficiale della spedizione era di studiare la regione tibetana da un punto di vista geografico, geologico, zoologico, antropologico, botanico e culturale e contattare le autorità locali per stabilire una presenza tedesca nel paese.
Secondo Kathy Brewis, i membri della spedizione raccolsero una grande quantità di piante ed animali. Wienert prese alcune rilevazioni geomagnetiche. Krause studiò alcuni esemplari di vespe tibetane. Schäfer osservò i rituali tibetani, tra cui la sepoltura celeste. Furono fotografate e filmate alcune manifestazioni folkloristiche tipicamente tibetane.

### Testimonianze sulla personalità di Schäfer
La personalità di Schäfer ci è nota grazie alla testimonianza di Sir Basil Gould, rappresentante della Gran Bretagna in Sikkim nel 1938, che ebbe l'opportunità di osservare i preparativi della spedizione a Gangkok. Lo descrive come un personaggio "interessante, energico, erudito, versatile, puerilmente vanitoso, insensibile alle regole sociali ed ai sentimenti altrui, e sopra ogni cosa, un nazista nell'anima". Come dice lo scrittore britannico Patrick French Schäfer fu anche "soggetto a violenti scoppi d'ira".

## Ritorno in Germania
Muniti di due lettere di cortesia del Reggente per Hitler ed Himmler e di alcuni regali per il Führer (un cappotto di lama e un cane da caccia), Schäfer ed i suoi compagni lasciarono il Tibet nel mese di agosto del 1939, anche portando con loro una copia della "bibbia" tibetana, il Kangyur (120 volumi in tutto), oggetti preziosi ed animali rari. Un idrovolante li portò da Calcutta a Baghdad e poi a Berlino, dove furono accolti sulla pista a Tempelhof da Himmler in persona.
Secondo Victor e Victoria Trimondi, Schäfer, al suo ritorno, ricevette l'anello con il teschio (Totenkopfring) ed il pugnale delle SS a riconoscimento dei suoi successi.
Durante l'interrogatorio da parte dell'intelligence militare statunitense nel 1946, Schafer dichiarò che al suo ritorno dal Tibet nel mese di agosto del 1939, incontrò Himmler per progettare una nuova spedizione in caso di guerra: con alcuni uomini, avrebbe dovuto ritornare in Tibet in aereo, convertire i tibetani alla causa tedesca e costruire un movimento di resistenza ispirato all'azione dell'inglese Thomas Lawrence durante la prima guerra mondiale. Questo progetto, però, non vide mai la luce.
Nel 1942, fu promosso al grado di Sturmbannführer delle SS.
Secondo Kathy Brewis, nel 1943, nell'ambito dell'Ahnenerbe, diresse un nuovo istituto di studi asiatici chiamato "Sven Hedin Institute for Inner Asien und Expeditionem" ("Istituto per la ricerca in Asia centrale Sven Hedin"), dal nome del famoso esploratore svedese.
Nel 1943 Schäfer, assieme al botanico SS Heinz Brücher, progettò una missione per appropriarsi della collezione di semi del botanico sovietico Nikolai Vavilov e, il 1 giugno 1943, richiesero l'approvazione all'Obergruppenführer Oswald Pohl. La missione venne effettuata da Brücher entro la metà del 1943.
Nel 1943 vide la luce il film Geheimnis Tibet ("Tibet Segreto"), realizzato con le pellicole filmate durante la spedizione in Tibet. Fu proiettato in occasione dell'apertura ufficiale dell'Istituto Sven Hedin il 16 gennaio 1943 in presenza dello stesso esploratore svedese. Quest'ultimo, entusiasta, esclamò: "Grandioso, meraviglioso, quello che abbiamo visto qui!" E rivolgendosi a Schäfer: "Tu sei l'uomo che doveva continuare le mie ricerche e che deve continuare". Ed infatti sotto la guida di Schäfer, l'Istituto Sven Hedin diventò il più grande dipartimento della Ahnenerbe.
Secondo Kathy Brewis, Schäfer avrebbe fotografato, nel 1942, esperimenti medici condotti nel campo di concentramento di Dachau. Secondo Peter Levenda, avrebbe anche ricevuto dall'antropologo Bruno Beger una raccolta di "crani asiatici" tratti da alcuni prigionieri.
Schäfer trascorse la parte finale della guerra a capo non solo dell'Istituto Sven Hedin ma anche di un altro istituto per lo studio e la ricerca sulla genetica delle piante e una fondazione di studi e ricerche sull'allevamento dei cavalli, anch'essi legati all'Ahnenerbe. Secondo Kathy Brewis, Schäfer spese gli ultimi anni della guerra investigando l'ultima ossessione di Himmler: le origini di un mitico cavallo rosso con la criniera bianca.

## Denazificazione
Nell'estate del 1945, cadde prigioniero degli Alleati a Monaco di Baviera. Essendo un ufficiale delle SS, doveva essere sottoposto a denazificazione e venne internato per tre anni prima di ottenere un certificato di esenzione (Persilschein). Secondo Kathy Brewis, egli ha sempre minimizzato i suoi legami con il regime nazista asserendo di aver mantenuto una visione puramente scientifica non corrotta dalla politica o dall'ideologia. Egli ha poi affermato di essere diventato SS motivato solo dal desiderio di ottenere i mezzi per portare a termine le sue ricerche. Secondo Kathy Brewis, Schäfer si trovò "intrappolato in una ragnatela." Fu poi liberato sotto pagamento di una cauzione.

## Carriera nel dopoguerra
Secondo Kathy Brewis, nel 1949, Schäfer si recò in Venezuela con l'intenzione di creare un parco naturale. Un libro pubblicato nel 1956 lo annovera come "professore presso l'Università Centrale, ex capo della stazione biologica Rancho Rio Grande, Venezuela". Questa carriera accademica si concluderà nel 1959.
Divenne anche consulente scientifico dell'ex re belga Leopoldo III. Intraprese un viaggio di ricerca nel Congo Belga e realizzò in collaborazione con il Professor Heinz Sielmann, un film sui gorilla, Herrscher di Urwalds ("I signori della Giungla"), uscito nel 1958.
Dal 1960 al 1970 è stato curatore della sezione di Storia Naturale del Museo di Stato di Hannover in Bassa Sassonia.
Secondo Kathy Brewis, nel 1970, Schäfer voleva creare un progetto di conservazione ambientale nel Nord dell'India, ma gli fu negato il visto.
Sempre secondo Kathy Brewis, l'ultima foto di Schäfer prima della sua morte nel 1992, mostra un uomo ferito e sospettoso.
Schäfer diede il suo nome ad una specie di capra che abita le alte gole dello Yangtze in Cina, la piccola pecora blu o Pseudois schaeferi.
Documenti relativi a Schäfer si trovano nei fondi Ahnenerbe conservati nell'Archivio Nazionale degli Stati Uniti: non solo la sua corrispondenza personale ed ufficiale, i suoi quaderni sul Tibet, il suo fascicolo personale nelle SS, ma anche ritagli di giornali tedeschi che trattano della "Spedizione SS in Tibet".